# Olaf Reichmann
Olaf Reichmann (* 20. Juni 1964 in Düsseldorf) ist ein deutscher Synchronsprecher und Synchronregisseur.

## Leben
Von 1985 bis 1990 spielte Reichmann Theater, unter anderem in Düsseldorf, Münster und Hagen. 1990 begann er eine Ausbildung zum Redakteur beim NewsBurda-Verlag, die er 1992 abschloss. Bis 1993 arbeitete Reichmann als Redakteur für die B.Z. und den Ullstein-Verlag. Seit 1994 ist er bei dem Radiosender Energy Berlin tätig. Seit 1997 arbeitet Reichmann als Synchronsprecher. Er synchronisiert unter anderem Nick Frost, Mathieu Amalric, Rodney Rush, Kai Owen und Jeffrey Wright.

## Synchronarbeit (Auswahl)
Dany Boon
- 2009: Micmacs – Uns gehört Paris! als Bazil
- 2010: Nichts zu verzollen als Mathias Ducatel
- 2011: Trautes Heim, Glück allein als Charles Boulin
- 2012: Der Nächste, bitte! als Jean–Yves
- 2012: Asterix & Obelix – Im Auftrag Ihrer Majestät als Hirnisnichfilaf
- 2013: Eyjafjallajökull – Der unaussprechliche Vulkanfilm als Alain
- 2014: Super-Hypochonder als Romain Faubert
- 2015: Lolo – Drei ist einer zu viel als Jean–René Graves

Mathieu Amalric
- 2008: Public Enemy No. 1 – Todestrieb als Francois Besse
- 2009: Vorsicht Sehnsucht als Bernard de Bordeaux
- 2010: Tournée als Joachim Zand
- 2011: Huhn mit Pflaumen als Nasser–Ali Khan
- 2013: Liebe ist das perfekte Verbrechen als Marc
- 2013: Venus im Pelz als Thomas
- 2021: Oxygen als M.I.L.O[1]

Nick Frost
- 2004: Shaun of the Dead als Ed
- 2007: Hot Fuzz – Zwei abgewichste Profis als PC Danny Butterman
- 2013: The World’s End als Andy Knightley
- 2014: Cuban Fury – Echte Männer tanzen als Bruce Garrett
- 2021: Why Women Kill (Fernsehserie) als Bertram Fillcot
- 2024–2025: Star Wars: Skeleton Crew (Fernsehserie) als SM-33

Jeffrey Wright
- 2011: Source Code als Dr. Rutledge
- 2013: Die Tribute von Panem – Catching Fire als Beetee
- 2014: Die Tribute von Panem – Mockingjay Teil 1 als Beetee
- 2015: Die Tribute von Panem – Mockingjay Teil 2 als Beetee
- 2021: James Bond 007: Keine Zeit zu sterben als Felix Leiter

Rob Corddry
- 2008: Love Vegas als Hater
- 2010: Hot Tub – Der Whirlpool … ist ’ne verdammte Zeitmaschine! als Lou Dorchen
- 2013: Nix wie weg – vom Planeten Erde als Gary Supernova
- 2015: Hot Tub Time Machine 2 als Lou Dorchen

Garret Dillahunt
- 2008–2009: Terminator: The Sarah Connor Chronicles (Fernsehserie) als Cromartie/George Laszlo
- 2012: TalhotBlond – Mörderische Lügen als Thomas Montgomery
- 2014: 12 Years a Slave als Armsby
- 2021: Army of the Dead als Martin

William Mapother
- 2004–2007, 2009–2010: Lost (Fernsehserie) als Dr. Ethan Rom
- 2009: Prison Break (Fernsehserie) als FBI-Agent Chris Franco
- 2011: Another Earth als John Burroughs

Eddie Izzard
- 2004: Ocean’s 12 als Roman Nagel
- 2007: Ocean’s 13 als Roman Nagel
- 2017: Victoria & Abdul als Bertie, Prinz von Wales

Justin Long
- 2007: Alvin und die Chipmunks – Der Kinofilm als Alvin Sevile
- 2009: Alvin und die Chipmunks 2 als Alvin Sevile
- 2011: Alvin und die Chipmunks 3: Chipbruch als Alvin Sevile

Stephen Graham
- 2010–2014: Boardwalk Empire (Fernsehserie) als Al Capone
- 2012: Parade’s End – Der letzte Gentleman (Fernsehserie) als Vincent Macmaster
- 2020: Greyhound – Schlacht im Atlantik als Lieutenant Commander Charlie Cole

Unshō Ishizuka
- 1999: Detektiv Conan – Der Magier des letzten Jahrhunderts als Inspektor Nakamori
- 2008: Fist of the North Star – Legend of Toki als Soga

Irrfan Khan
- 2008: Slumdog Millionär als Police Inspector
- 2013: Lunchbox als Saajan Fernandes

Dileep Rao
- 2010: Inception als Yusuf
- 2022: Avatar: The Way of Water als Dr. Max Patel

Terrence Howard
- 2012: Red Tails als Colonel A.J. Bullard
- 2013: Der Butler als Howard

### Filme
- 2002: Stephen Baldwin in Greenmail – Die Bombe tickt! als Scott Anderson
- 2007: Tony Hale in Von Frau zu Frau als Stuart
- 2008: Javier Cámara in Die Torremolinos Homevideos als Alfredo
- 2008: Omar Benson Miller in Buffalo Soldiers ’44 – Das Wunder von St. Anna als Private First Class Sam Train
- 2008: Yorick van Wageningen in Mein Kriegswinter als Onkel Ben
- 2009: Adam Ferrara in Eiskalte Verführung als Assistent des Bezirksstaatsanwaltes
- 2010: Zach Galifianakis in It’s Kind of a Funny Story als Bobby
- 2010: Tyler Labine in Tucker & Dale vs Evil als Dale
- 2012: Rob Riggle in Der Lorax als Aloysius O’Hare
- 2013: Paul Giamatti in Turbo – Kleine Schnecke, großer Traum als Chet
- 2014: Michael Shannon in Young Ones als Ernest Holm
- 2015: Chris O’Dowd in The Program – Um jeden Preis als David Walsh
- 2015: Corey Johnson in Kingsman: The Secret Service als Prediger
- 2016: Garry Shandling in The Jungle Book als Ikki
- 2019: Teach Granz in Es Kapitel 2 als Henry Bowers

### Serien
- 2001–2006: Kevin Weisman in Alias – Die Agentin als Marshall Flinkman
- 2006–2011: Steven W. Bailey in Grey’s Anatomy als Joe
- 2007–2009: Billy Gardell in My Name Is Earl als Officer Hoyne
- 2008–2010: Seth Gilliam in The Wire als Sgt. Ellis Carver
- 2009–2013: Michael Cudlitz in Southland als Officer Jon Cooper
- 2010–2017: Ian Gomez in Cougar Town als Andy Torres
- 2014: Michael Gladis in Reckless als Deputy Chief Knox
- 2014–2019: Lee Tockar in Ninjago als Cyrus Borg (1. Stimme)
- 2016–2018: Vincent Laresca in Shades of Blue als Carlos Espada
- 2023: Enrique Arce in Murder Mystery 2 als Francisco

### Videospiele
- 2000: Battle Isle: Der Andosia-Konflikt
- 2004: TKKG 13 – Zelle 13
- 2013: The Raven: Vermächtnis eines Meisterdiebs (Robert Oliver)

## Hörspiele
- Lady Bedfort: Lady Bedfort und die Spur ins Grab, Hörplanet
- Alvin und die Chipmunks 3: Chipbruch: Das Original-Hörspiel zum Kinofilm, Edel
- Alvin und die Chipmunks: Road Chip: Das Original-Hörspiel zum Kinofilm, Edel
- Star Wars: The Clone Wars 13 (Original-Hörspiel zur TV-Serie) – Episode: Spion des Senats, Folgenreich (Universal Music)
- Die drei ??? – Der gefiederte Schrecken (178), Europa

## Auszeichnung
Reichmann gewann 2009 den Deutschen Preis für Synchron als Stimme von Mathieu Amalric in Schmetterling und Taucherglocke.